# Jundallah
Jundallah o también conocido como Movimiento de Resistencia Popular de Irán (soldados de Dios, en árabe; pronunciado en castellano, Yundolá) es un grupo terrorista islámico, activo desde finales de 2005 en la provincia iraní de Sistán y Baluchistán. Dicho grupo acusa al gobierno del régimen chií de abandono y discriminación contra los suníes y sus provincias.
El gobierno de Irán lo vincula con Al Qaeda. También ha insinuado su vinculación con los servicios de inteligencia de Estados Unidos y Reino Unido, y asegura que los atacantes utilizan la frontera con Pakistán para entrar en Irán y cometer acciones de sabotaje.

## Historia
La organización fue fundada por Abdolmalek Rigi, un baluchi de etnia que fue capturado y ejecutado en la prisión de Evin en Teherán en 2010. Se cree que tiene entre 700 y 2000 combatientes y, a diciembre de 2014, se dice que es responsable de la muerte de 154 civiles e hiriendo a 320 más desde 2003, mientras que los comandantes de Jundallah afirman que el grupo ha matado hasta 400 soldados iraníes.
Jundallah ha sido designada oficialmente como organización terrorista por Irán, Japón, Nueva Zelanda, y los Estados Unidos. Se le ha vinculado y se le atribuye numerosos actos de terror, secuestros y contrabando de estupefacientes. Según muchas fuentes, el grupo está vinculado a al-Qaeda.  El grupo comparte su nombre con otra organización militante baluchi activa en el Baluchistán paquistaní como parte de la misma insurgencia.
Se cree que Jundallah comenzó en 2003 y es conocido por sus ataques contra objetivos iraníes de alto perfil, tanto militares como civiles. Su origen y estructura siguen sin estar claros.  Se ha sugerido que podría ser una rama del Movimiento Autonomista Baluchi, que fue creado y apoyado por Saddam Hussein junto con otros grupos militantes como Mujahideen-e Khalq, para librar una guerra indirecta contra Irán durante la Guerra Irán-Irak. Irán acusa a Estados Unidos  y otros elementos extranjeros de respaldar a Jundallah, posiblemente desde territorio paquistaní con el apoyo de Islamabad, a pesar de la supuesta historia de cooperación de Pakistán con Irán para reprimir a los militantes transfronterizos, mientras que Jundallah niega cualquier conexión con al-Qaeda o el Talibanes, así como gobiernos extranjeros como Estados Unidos y Gran Bretaña. Estados Unidos también niega cualquier apoyo o participación con este grupo.
En una entrevista emitida el 17 de octubre de 2008 por Al-Arabiya TV, su líder Abdolmalek Rigi afirmó que el grupo había impartido formación militar, política e ideológica a "más de 2.000 hombres", pero que el número de sus miembros "en las montañas no superaba los 200". También se ha alegado que Jundallah está involucrado en el contrabando de combustible diésel iraní a Afganistán y Pakistán, cuyo precio es más de cinco veces más barato que el combustible diésel en Afganistán y Pakistán. Luego, el combustible diésel se intercambia con opio, que se introduce de contrabando en Irán desde Afganistán y Pakistán para su venta en Irán.

### Designación como organización terrorista
Aunque el Departamento de Estado de Estados Unidos bajo Hillary Clinton consideró designar a Jundullah como organización terrorista en 2009, no fue hasta el 3 de noviembre de 2010 que designó a Jundallah como Organización Terrorista Extranjera, señalando que Jundallah "ha participado en numerosos ataques que resultaron en la muerte y mutilación de decenas de civiles iraníes y funcionarios gubernamentales. Jundallah utiliza una variedad de tácticas terroristas, que incluyen atentados suicidas, emboscadas, secuestros y asesinatos selectivos ". Irán elogió la decisión.

## Atentados
El 14 de febrero de 2007 dicho grupo perpetró un atentado en la ciudad de Zahedán, capital de Sistán y Baluchistán, destinado a un autobús del cuerpo del ejército de los Guardianes de la Revolución, con el resultado de 11 civiles muertos que trabajaban en una base del ejército.
Los explosivos se encontraban en un coche que aparcó en el arcén como si estuviera averiado. De acuerdo con los testigos citados por la agencia oficial de noticias iraní, IRNA, unos hombres armados dispararon desde dos motos contra el autobús y cuando éste se detuvo, activaron la bomba.
Horas después el canal iraní en lengua árabe Al Alam mostraba imágenes del autobús destruido y las autoridades anunciaban la detención de cinco presuntos implicados. Un sexto resultó muerto en el incidente, según informó el gobernador provincial Hasan Alí Nuri, tras dar a conocer el número de víctimas.
Días después, el 19 de febrero de 2007, fue ejecutado en público uno de los detenidos, acusado del atentado del miércoles y de haber participado en el asesinato de dos civiles en Zahedán y en el atraco de un banco.
Después del atentado, el ministerio de Exteriores iraní convocó ayer al embajador pakistaní en Teherán para pedir "explicaciones", según IRNA. Varios responsables iraníes afirman también que el objetivo de los atentados en Zahedán es "provocar un conflicto sectario" entre los suníes y chiíes, estos últimos son mayoritarios en Irán.
Desde hace algunos meses, la región de Sistán y Baluchistán viene siendo escenario de incidentes armados y secuestros muy distintos de los habituales enfrentamientos de las fuerzas de seguridad con los traficantes de droga que operan en la zona. La frecuencia de atentados y choques con el Ejército, tanto en el lado iraní como en el lado pakistaní de la frontera, ha aumentado en los últimos tiempos, y generalmente se atribuyen a motivaciones tribales y separatistas.
En marzo de 2007, un comando de hombres armados de filiación desconocida mató a 22 personas e hirió a otras siete, entre estas últimas el gobernador provincial Hasán Ali Nuri, en un ataque contra un convoy oficial. Sin embargo, fue la primera vez que los insurgentes llevan a cabo una operación de ese calibre a plena luz del día.
El 15 de diciembre de 2010 reivindicó el atentado suicida que asesino a 41 personas en las celebraciones del 'Ashura', la fiesta más sagrada del chiismo, en la localidad iraní de Chabahar, cerca de la frontera con Afganistán y Pakistán. Asimismo, las fuerzas de seguridad iraníes impidieron la inmolación de otro terrorista suicida. Desde las autoridades iraníes se acusó a altos funcionarios de Pakistán de estar relacionados con el atentado. En 2012, Jundallah fue acusado por las autoridades del país, del asesinato en Teherán de científicos del programa atómico iraní.